# Muang Không
Muang Không är ett distrikt i Laos.   Det ligger i provinsen Champasack, i den södra delen av landet, 600 km sydost om huvudstaden Vientiane.